# جياكومو بيفيلاكوا
جياكومو بيفيلاكوا (بالإيطالية: Giacomo Bevilacqua)‏ هو فنان قصص مصورة إيطالي، ولد في 22 يونيو 1983 في روما في إيطاليا.